# Parallelia papuana
Parallelia papuana är en fjärilsart som beskrevs av Holloway 1979. Parallelia papuana ingår i släktet Parallelia och familjen nattflyn. Inga underarter finns listade i Catalogue of Life.